# Aeropuerto de Sandnessjøen-Stokka
El Aeropuerto de Sandnessjøen-Stokka (en noruego: Sandnessjøen lufthavn, Stokka) (IATA: SSJ, OACI: ENST) es un aeropuerto regional que presta servicio a la ciudad de Sandnessjøen, Noruega. Está situado en Alstahaug, en la provincia de Nordland, a 10 km al oeste de la ciudad. En 2014 recibió 74 138 pasajeros y está operado por la empresa estatal Avinor.

## Aerolíneas y destinos
| Aerolíneas | Destinos                                               |
| ---------- | ------------------------------------------------------ |
| Widerøe    | Bodø, Brønnøysund, Mo i Rana, Mosjøen, Oslo, Trondheim |